# Stożkówka brunatna
Stożkówka brunatna (Conocybe brunneola Kühner ex Kühner & Watling) – gatunek grzybów z rodziny gnojankowatych (Bolbitiaceae).

## Systematyka i nazewnictwo
Pozycja w klasyfikacji według Index Fungorum: Conocybe, Bolbitiaceae, Agaricales, Agaricomycetidae, Agaricomycetes, Agaricomycotina, Basidiomycota, Fungi.
Po raz pierwszy opisał go w 1935 roku Robert Kühner jako odmianę stożkówki ochrowordzawej (Conocybe mesospora var. brunneola). W 1982 r. wraz z Royem Watlingiem uznali go za odrębny gatunek, nadając mu nazwę Conocybe brunneola. Synonimy:
- Conocybe mesospora var. brunneola Kühner 1935
- Conocybe microspora var. brunneola (Kühner ex Kühner & Watling) Singer & Hauskn. 1992

Nazwę polską zaproponował Władysław Wojewoda w 2003 r.

## Występowanie i siedlisko
Podano stanowiska stożkówki brunatnej głównie w Europie, poza nią w nielicznych miejscach w Ameryce Północnej i na Półwyspie Arabskim. W Polsce do 2003 roku podano tylko dwa stanowisk, ale w późniejszych latach podano następne.
Naziemny grzyb saprotroficzny rosnący w trawie, mchach i opadłych liściach.